# عزب شبرا دمنهور
قرية عزب شبرا دمنهور هي إحدى القرى التابعة لمركز دمنهور في محافظة البحيرة في جمهورية مصر العربية. حسب إحصاءات سنة 2006، بلغ إجمالي السكان في عزب شبرا دمنهور 23541 نسمة، منهم 12262 رجل و11279 امرأة. ثم زاد عدد سكانها إلى 20968 في تقدير 2018 منهم 10879 ذكر و10089 أنثى.